# Злобино (Желєзногорський район)
Злобино (рос. Злобино) — село в Желєзногорському районі Курської області Російської Федерації.
Населення становить 111 осіб. Входить до складу муніципального утворення Кармановська сільрада.

## Історія
Населений пункт розташований на території українського етнічного та культурного краю Східна Слобожанщина.
Від 2004 року входить до складу муніципального утворення Кармановська сільрада.

## Населення
| 1862 | 1883  | 1905  | 1979 | 2002 | 2010 |
| ---- | ----- | ----- | ---- | ---- | ---- |
| 834  | ↗1134 | ↘1035 | ↘355 | ↘179 | ↘111 |